# Molophilus (Austromolophilus) pusio
Molophilus (Austromolophilus) pusio is een tweevleugelige uit de familie steltmuggen (Limoniidae). De soort komt voor in het Australaziatisch gebied.